# Casa al carrer de Sant Ferriol, 27 (Olot)
La Casa al carrer de Sant Ferriol, 27 és una obra d'Olot (Garrotxa) inclosa a l'Inventari del Patrimoni Arquitectònic de Catalunya.

## Descripció
És una casa entre mitgeres, de planta rectangular, amb baixos i tres pisos superiors. La teulada és a dues aigües, amb la cornisa sostinguda per mènsules decorades amb fullatges. Una placa situada a la façana ens dona la data de construcció: 1907. Els baixos estan ocupats per locals comercials, conservant la gran porta d'accés a la casa. Els murs varen ser estucats i les obertures emmarcades per encoixinats imitant la pedra. El primer pis té una balconada sostinguda per mènsules, amb dues portes d'accés. Les mènsules estan decorades amb fullatges. Els pisos superiors tenen dos balcons cadascun. Les baranes de les balconades són fetes amb barrots de fosa de l'època.

## Història
El barri de Sant Ferriol va començar com un barri extramurs. On avui hi ha botigues hi havia corts de porcs, xais i fins i tot cavalls i bous. Durant el segle xix es tira endavant el projecte d'urbanització de Plaça Clarà i del Firal o Passeig d'en Blay; les muralles varen ser aterrades i es començà a donar forma urbanística al carrer que fins aleshores havia estat extramurs. Es basteix la capella dedicada al Sant que es troba al final del carrer; molts casals seran bastits de nova planta i altres seran profundament renovats, com les cases núm. 46, 27 i 29.